# جائزة غرامي لممر المشاهير
جائزة غرامي لممر الشهرة أو جائزة غرامي لممر المشاهير (بالإنجليزية: Grammy Hall Of Fame)‏ هي جائزة تُمنح في ردهة المشاهير قصد تكريم التسجيلات موسيقية الناجحة أو التي تحمل أهمية تاريخية. يتم اختيار الفائزين سنويا من قِبل أعضاء لجنة بارزين ولهم دراية مهنية في جميع فروع الفن بصفة عامة والموسيقى بصفة خاصة. تم اقتراح الجائزة من طرف الأكاديمية الوطنية لتسجيل الفنون والعلوم في الولايات المتحدة ثم تم تأسيسها فعلا عام 1973، حيث بات الممر اليوم يضم تسجيلات غنائية (فردية وألبومات) في جميع أنواع الموسيقى تقريبا، كما يجب أن يمر على الأغنية 25 سنة على الأقل قصد ترشيحها.

## وصلات خارجية
- جائزة قاعة مشاهير جرامي على موقع ميوزك برينز (الإنجليزية)

- الموقع الرسمي